# Segunda División de México 1969-70
La Temporada 1969-70 de la Segunda División de México fue el vigésimo torneo de la historia de la segunda categoría del fútbol mexicano. Se disputó entre los meses de julio de 1969 y marzo de 1970. El Zacatepec se coronó campeón de la categoría por tercera ocasión, por lo que repitió la cantidad de veces que ha logrado su ascenso a la Primera División.
En esta temporada, el Club de Fútbol Nuevo León volvió a la división de Plata, tras haber estado durante tres campeonatos seguidos en Primera División. Mientras que desde la Tercera División, ascendió el equipo de Naucalpan.

## Cambios
- Torreón ascendió a Primera División.
- Nuevo León descendió desde el máximo circuito.
- Texcoco descendió a Tercera División.
- Naucalpan ascendió desde Tercera División.

## Formato de competencia
Los dieciocho equipos compiten en un grupo único, todos contra todos a visita recíproca. Se coronará campeón el equipo con la mayor cantidad de puntos y conseguirá el ascenso; si al final de la campaña existiera empate entre dos equipos en la cima de la clasificación, se disputaría un duelo de desempate para definir al campeón, esto claro sin considerar de por medio ningún criterio de desempate.

## Equipos participantes

### Equipos por Entidad Federativa
| Entidad Federativa | N.º | Equipos                                 |
| ------------------ | --- | --------------------------------------- |
| Guanajuato         | 3   | Celaya, Salamanca y Unión de Curtidores |
| Michoacán          | 3   | La Piedad, Morelia y Zamora             |
| Tamaulipas         | 3   | Ciudad Madero, Tampico y Victoria       |
| Morelos            | 2   | Zacatepec y Zapata                      |
| Nuevo León         | 2   | Nuevo León y Tigres U. de N.L.          |
| Estado de México   | 1   | Naucalpan                               |
| Jalisco            | 1   | Nacional                                |
| Nayarit            | 1   | Tepic                                   |
| Puebla             | 1   | Puebla                                  |
| Veracruz           | 1   | Poza Rica                               |

### Información sobre los equipos participantes
| Equipo              | Ciudad                               | Estadio                |
| ------------------- | ------------------------------------ | ---------------------- |
| Celaya              | Celaya, Guanajuato                   | Miguel Alemán Valdés   |
| La Piedad           | La Piedad, Michoacán                 | Juan N. López          |
| Madero              | Ciudad Madero, Tamaulipas            | Tamaulipas             |
| Morelia             | Morelia, Michoacán                   | Venustiano Carranza    |
| Nacional            | Guadalajara, Jalisco                 | Jalisco                |
| Naucalpan           | Naucalpan, Estado de México          | Unidad Cuauhtémoc      |
| Nuevo León          | Monterrey, Nuevo León                | Tecnológico            |
| Poza Rica           | Poza Rica, Veracruz                  | Heriberto Jara Corona  |
| Puebla              | Puebla, Puebla                       | Cuauhtémoc             |
| Salamanca           | Salamanca, Guanajuato                | El Molinito            |
| Tampico             | Tampico, Tamaulipas                  | Tamaulipas             |
| Tepic               | Tepic, Nayarit                       | Nicolás Álvarez Ortega |
| Tigres U. de .N.L.  | San Nicolás de los Garza, Nuevo León | Universitario          |
| Unión de Curtidores | León, Guanajuato                     | La Martinica           |
| Victoria            | Ciudad Victoria, Tamaulipas          | Marte R. Gómez         |
| Zacatepec           | Zacatepec, Morelos                   | Agustín Coruco Díaz    |
| Zamora              | Zamora, Michoacán                    | Moctezuma              |
| Zapata              | Emiliano Zapata, Morelos             | Agustín Coruco Díaz    |

## Clasificación
| Pos. | Equipo              | Pts. | PJ | G  | E  | P  | GF | GC | Dif. | Clasificación              |
| ---- | ------------------- | ---- | -- | -- | -- | -- | -- | -- | ---- | -------------------------- |
| 1    | Zacatepec (C)       | 50   | 34 | 21 | 8  | 5  | 63 | 25 | +38  | Ascenso a Primera División |
| 2    | Nuevo León          | 44   | 34 | 19 | 6  | 9  | 49 | 32 | +17  |                            |
| 3    | Tampico             | 42   | 34 | 15 | 12 | 7  | 48 | 31 | +17  |                            |
| 4    | Salamanca           | 40   | 34 | 13 | 14 | 7  | 45 | 35 | +10  |                            |
| 5    | Tigres U. de N.L.   | 40   | 34 | 14 | 12 | 8  | 54 | 43 | +11  |                            |
| 6    | La Piedad           | 38   | 34 | 14 | 10 | 10 | 53 | 43 | +10  |                            |
| 7    | Zamora              | 38   | 34 | 13 | 12 | 9  | 46 | 38 | +8   |                            |
| 8    | Naucalpan           | 37   | 34 | 15 | 7  | 12 | 59 | 47 | +12  |                            |
| 9    | Unión de Curtidores | 34   | 34 | 12 | 10 | 12 | 46 | 40 | +6   |                            |
| 10   | Puebla              | 34   | 34 | 13 | 8  | 13 | 38 | 37 | +1   |                            |
| 11   | Nacional            | 31   | 34 | 11 | 9  | 14 | 36 | 43 | −7   |                            |
| 12   | Ciudad Victoria     | 30   | 34 | 10 | 10 | 14 | 40 | 46 | −6   |                            |
| 13   | Morelia             | 30   | 34 | 12 | 6  | 16 | 48 | 59 | −11  |                            |
| 14   | Poza Rica           | 30   | 34 | 10 | 10 | 14 | 35 | 44 | −9   |                            |
| 15   | Ciudad Madero       | 28   | 34 | 8  | 12 | 14 | 33 | 48 | −15  |                            |
| 16   | Tepic               | 27   | 34 | 9  | 9  | 16 | 29 | 51 | −22  |                            |
| 17   | Celaya              | 26   | 34 | 9  | 8  | 17 | 37 | 57 | −20  |                            |
| 18   | Zapata (D)          | 13   | 34 | 1  | 11 | 22 | 27 | 67 | −40  | Descenso de categoría      |

 Fuente: RSSSF
Criterios de clasificación: Puntos · Diferencia de goles · Goles a favor · Play-off
|                                |
| Zacatepec Campeón 3.er título. |

### Resultados
| Local \ Visitante   | CEL | LPD | MAD | MOR | NAC | NAU | NL  | PZR | PUE | SAL | TAM | TEP | UDC | UNL | VIC | ZAC | ZAM | ZAP |
| ------------------- | --- | --- | --- | --- | --- | --- | --- | --- | --- | --- | --- | --- | --- | --- | --- | --- | --- | --- |
| Celaya              | —   | 2–3 | 0–1 | 5–2 | 1–2 | 1–1 | 2–2 | 0–1 | 1–0 | 0–0 | 2–0 | 3–2 | 0–1 | 0–1 | 2–1 | 2–2 | 1–0 | 1–3 |
| La Piedad           | 4–0 | —   | 2–2 | 0–0 | 1–0 | 2–0 | 2–0 | 1–1 | 1–3 | 1–0 | 1–1 | 2–0 | 0–2 | 1–0 | 2–1 | 2–0 | 1–2 | 2–1 |
| Ciudad Madero       | 0–1 | 1–0 | —   | 3–1 | 1–1 | 0–2 | 0–0 | 0–0 | 1–1 | 4–1 | 1–1 | 4–1 | 2–4 | 2–0 | 1–1 | 0–0 | 1–1 | 2–0 |
| Morelia             | 1–2 | 1–1 | 2–2 | —   | 2–4 | 2–1 | 1–6 | 3–1 | 1–2 | 1–2 | 0–0 | 3–1 | 3–1 | 2–0 | 3–0 | 1–3 | 2–2 | 2–1 |
| Nacional            | 0–0 | 1–1 | 2–0 | 2–0 | —   | 0–4 | 1–2 | 1–1 | 3–1 | 1–2 | 2–0 | 0–1 | 1–0 | 1–2 | 1–0 | 0–1 | 1–5 | 2–0 |
| Naucalpan           | 2–1 | 5–3 | 2–2 | 2–1 | 1–1 | —   | 3–1 | 2–1 | 2–0 | 1–2 | 1–2 | 2–0 | 2–1 | 2–0 | 2–2 | 1–1 | 3–0 | 5–1 |
| Nuevo León          | 5–1 | 2–2 | 1–0 | 2–1 | 1–2 | 3–0 | —   | 3–0 | 2–0 | 0–1 | 0–0 | 1–0 | 1–0 | 1–0 | 1–0 | 1–0 | 3–1 | 1–0 |
| Poza Rica           | 2–0 | 1–0 | 2–0 | 4–3 | 0–0 | 1–0 | 2–3 | —   | 0–1 | 0–1 | 0–0 | 1–0 | 2–2 | 2–5 | 1–3 | 0–1 | 0–0 | 3–0 |
| Puebla              | 2–1 | 1–1 | 1–0 | 1–2 | 1–0 | 2–3 | 0–1 | 2–0 | —   | 1–0 | 2–1 | 3–1 | 2–1 | 2–2 | 3–0 | 1–2 | 0–0 | 4–2 |
| Salamanca           | 1–1 | 3–1 | 1–1 | 0–1 | 1–2 | 2–0 | 2–1 | 4–1 | 0–0 | —   | 3–1 | 2–2 | 2–3 | 4–2 | 0–0 | 1–0 | 1–1 | 3–2 |
| Tampico             | 1–0 | 2–1 | 2–1 | 3–0 | 0–0 | 2–1 | 0–2 | 2–1 | 1–0 | 2–2 | —   | 5–0 | 2–1 | 1–3 | 2–1 | 1–0 | 2–0 | 8–0 |
| Tepic               | 1–1 | 0–3 | 2–0 | 0–1 | 3–0 | 1–0 | 3–0 | 1–1 | 1–0 | 1–1 | 1–1 | —   | 1–0 | 1–1 | 0–0 | 1–1 | 0–2 | 0–0 |
| Unión de Curtidores | 2–1 | 0–3 | 4–0 | 1–1 | 1–0 | 1–1 | 0–1 | 0–1 | 1–0 | 1–0 | 1–1 | 4–0 | —   | 2–2 | 3–1 | 0–0 | 1–0 | 1–1 |
| Tigres U. de N.L.   | 2–2 | 5–3 | 2–0 | 2–0 | 2–1 | 2–0 | 2–0 | 2–2 | 3–1 | 1–1 | 0–0 | 3–0 | 2–2 | —   | 1–1 | 0–3 | 3–0 | 1–0 |
| Ciudad Victoria     | 4–0 | 3–1 | 2–0 | 2–1 | 3–2 | 3–2 | 1–1 | 1–0 | 0–0 | 1–1 | 0–1 | 1–2 | 1–1 | 0–0 | —   | 1–3 | 1–2 | 2–1 |
| Zacatepec           | 3–0 | 1–3 | 5–0 | 2–0 | 3–0 | 1–0 | 3–0 | 2–1 | 3–1 | 0–0 | 2–1 | 3–1 | 2–1 | 2–2 | 3–0 | —   | 1–1 | 3–0 |
| Zamora              | 4–1 | 1–1 | 3–0 | 1–3 | 0–0 | 3–3 | 1–0 | 1–2 | 0–0 | 0–0 | 1–1 | 2–0 | 3–2 | 3–0 | 2–1 | 0–2 | —   | 2–1 |
| Zapata              | 1–2 | 1–1 | 0–1 | 0–1 | 2–2 | 2–3 | 1–1 | 0–0 | 0–0 | 1–1 | 1–1 | 0–1 | 1–1 | 1–1 | 1–2 | 2–5 | 0–2 | —   |

## Promoción de ascenso a Primera División
A la fase por un boleto en la Primera División se clasificaron los cuatro clubes mejor clasificados en el Torneo México 70, que fueron: Unión de Curtidores, Puebla, Nacional y Naucalpan. Esta fase se jugó en el Estadio Olímpico Universitario de la Ciudad de México entre los días 6 y 12 de noviembre de 1970
| Pos. | Equipo              | Pts. | PJ | G | E | P | GF | GC | Dif. |                            |
| ---- | ------------------- | ---- | -- | - | - | - | -- | -- | ---- | -------------------------- |
| 1    | Puebla (A)          | 5    | 3  | 2 | 1 | 0 | 4  | 2  | +2   | Ascenso a Primera División |
| 2    | Unión de Curtidores | 3    | 3  | 1 | 1 | 1 | 5  | 6  | −1   |                            |
| 3    | Nacional            | 2    | 3  | 1 | 0 | 2 | 3  | 3  | 0    |                            |
| 4    | Naucalpan           | 2    | 3  | 1 | 0 | 2 | 3  | 4  | −1   |                            |

 Fuente: RSSSF
Criterios de clasificación: Puntos · Diferencia de goles · Goles a favor · Play-off
| Equipo              | Marcador | Equipo              | Estadio                | Fecha           | Hora  |
| ------------------- | -------- | ------------------- | ---------------------- | --------------- | ----- |
| Naucalpan           | 2-0      | Nacional            | Olímpico Universitario | 6 de noviembre  | 18:30 |
| Puebla              | 2-2      | Unión de Curtidores | Olímpico Universitario | 6 de noviembre  | 20:30 |
| Unión de Curtidores | 0-3      | Nacional            | Olímpico Universitario | 10 de noviembre | 18:30 |
| Puebla              | 1-0      | Naucalpan           | Olímpico Universitario | 10 de noviembre | 20:30 |
| Naucalpan           | 1-3      | Unión de Curtidores | Olímpico Universitario | 12 de noviembre | 18:30 |
| Puebla              | 1-0      | Nacional            | Olímpico Universitario | 12 de noviembre | 20:30 |

## Promoción de ascenso a Segunda División
La Federación Mexicana de Fútbol organizó un play-off de ascenso a la Segunda División debido a los abandonos y suspensiones de clubes durante los torneos 1969-70 y México 70. Esta fase se celebró en el Estadio Plan de San Luis entre los días 15 y 18 de diciembre de 1970. Tomaron parte de esta etapa los equipos de la segunda división: Celaya y Tampico. Mientras que los representantes la Tercera División fueron: Atlético Cuernavaca, Cuautla, Querétaro y Universidad Veracruzana.
Esta ronda se desarrolló en el formato de eliminación directa, es decir, los equipos ganadores en los primeros partidos ganaron el ascenso o la permanencia en la categoría. Ocurriendo lo mismo en la segunda ronda, hasta llegar a un partido final, disputándose de la siguiente manera.

### Primera Fase
Los ganadores de los tres enfrentamientos ascienden o permanecen en la Primera División. Los perdedores de los enfrentamientos tendrán otra oportunidad de ascender dependiendo de su diferencia de goles. 
| 15 de diciembre de 1970                         | Atlético Cuernavaca | 3-2 | Cuautla | Plan de San Luis, San Luis Potosí |  |
| Atlético Cuernavaca asciende a Segunda División |                     |     |         |                                   |  |

| 15 de diciembre de 1970                                         | Tampico | 0-0 | Universidad Veracruzana | Plan de San Luis, San Luis Potosí |  |
| Tampico permanece en Segunda División tras ganar en Penales 5-4 |         |     |                         |                                   |  |

| 16 de diciembre de 1970               | Querétaro | 4-0 | Celaya | Plan de San Luis, San Luis Potosí |  |
| Querétaro asciende a Segunda División |           |     |        |                                   |  |

### Primer Playoff de Ascenso
Lo disputaron los dos equipos perdedores de la primera fase con una mejor diferencia de goles. El ganador asciende a Segunda División. Mientras que el perdedor jugará el último partido de oportunidad contra el equipo con el peor balance de la primera fase.
| 16 de diciembre de 1970             | Cuautla | 2-1 | Universidad Veracruzana | Plan de San Luis, San Luis Potosí |  |
| Cuautla asciende a Segunda División |         |     |                         |                                   |  |

### Segundo Playoff de Ascenso
| 18 de diciembre de 1970                                                         | Universidad Veracruzana | 3-1 | Celaya | Plan de San Luis, San Luis Potosí |  |
| Universidad Veracruzana asciende a Segunda División. Celaya desciende a Tercera |                         |     |        |                                   |  |